# Ликия
Ли́кия (др.-греч. Λυκία, лат. Lycia, ликийск. Trm̃mis) — в древности страна на юге Малой Азии, находилась на территории современных турецких провинций Анталья и Мугла.
На протяжении 1-го тысячелетия до н. э. отличалась самобытной культурой: языком, письменностью, архитектурой. Была завоёвана, последовательно: персами, Александром Великим, римлянами и турками. Длительно сохраняла автономию, входя в состав античных империй.

## География
Территория Ликии располагалась на гористом полуострове полукруглой формы. Ликия соседствовала с Карией на западе, с Писидией на северо-востоке и с Памфилией на востоке. Ликийцы занимали долину реки Ксанф и прилегающие территории, примерно до 50 км выше по течению, и от устья по побережью Средиземного моря. Вне долины многие города периодически входили в состав Ликии или соседних стран.
Река Ксанф берёт своё начало в Таврских горах и впадает в Средиземное море. На её берегах примерно в 7 км от моря располагался Ксанф — в древности крупнейший город Ликии. В регионе было построено много дорог, пересекавших долину, и несколько мостов через реку Ксанф.

## История
Начиная с XIV в. до н. э. Ликия была местом, откуда на Египет совершали набеги пираты (будущие «народы моря»).
В 1-м тысячелетии до н. э. Ликию населяли ликийцы, потомки лувийцев. До ассимиляции с греками в III в. до н. э. они говорили на одном из хетто-лувийских языков и в V—IV вв. до н. э. пользовались буквенным письмом (см. «Ликийский алфавит»). С середины VI в. до н. э. Ликия находилась под властью персов, регионом управляли местные династы и их ставленники в отдельных ликийских городах. Этот период в истории Ликии принято называть династическим. Одним из самых известных династов был Гергис (лик. Керига), который, согласно сохранившейся надписи в Ксанфе, воевал на стороне персов и Тиссаферна, подавляя восстание карийского династа Аморга. В восточной части Ликии в IV веке до н. э. правил царь Перикл. Укрепившись в городе Лимира, он принял участие в Великом восстании сатрапов. В конце IV в. до н. э. Ликия входила в состав державы Александра Македонского. После его смерти перешла к Неарху, а в 295—197 гг до н. э. принадлежала Птолемеям. В 197 году до н. э. Ликия стала одним из владений Селевкидов. Позднее многие города региона объединились в Ликийский союз. В I в. до н. э. в качестве автономного государства входила в состав Римского государства. В 43 году император Клавдий на территории Ликии и Памфилии образовал римскую провинцию. После временной свободы при Нероне Ликия навсегда лишилась автономии. Феодосий отделил её от Памфилии, причём столицей региона стала Мира. После 395 года Ликия была связана с Византийской империей, а с XI века перешла под власть мусульман.

### Ликийцы в «Илиаде» Гомера
А. Н. Горожанова пишет:

Ценным источником по истории Ликии является «Илиада» Гомера, где представители данной этнической группы выступают в качестве наиболее могущественного союзника, пришедшего на помощь осажденному Илиону. Поэма, интегрирующая в художественной картине Троянской войны большую сумму этнологических и культурно-исторических фактов, содержит целый комплекс интересных сведений, касающихся различных аспектов истории Ликии, в том числе и религиозных.
В поэме Гомера фигурируют две группы ликийцев. Одну группу составляли выходцы из Зелеи, располагавшейся к северо-востоку от Илиона, в долине реки Эсеп, в 80 стадиях от устья. Возглавлял отряд Пандар, сын Ликаона. Причём, его воины, в отличие от других союзников, прямо называются «племенем троянским». Этноним «ликийцы» (др.-греч. Λύκιοι) используется в «Илиаде» применительно к войску во главе с царём Сарпедоном и его двоюродным братом Главком. Данная группа прибыла из «далёкой», «пространной» Ликии на юго-западе Малой Азии.
Ликийцы и их предводители (Сарпедон, Главк, Пандар) принимают активное участие в батальных сценах. Неоднократно в эпосе встречается имя ликийского царя Сарпедона (54 раза), воинственного Главка (23 раза), немногим уступает последнему «лучник отменнейший» Ликаонид Пандар (22). Ликийцы наиболее часто упоминаются Гомером из всех союзников троянцев, остальные представители народов Малой Азии, упоминаются как правило, лишь констатируя их гибель в сражениях.

## Правители ликийцев

### Цари Лукки
- Сарпедон I (ок. 2600-х годов до н. э.);
- Эвандр;
- Лукка (Лик);
- Кукуннис сын Лукки (ок. 2000/1700-х годов до н. э.);
- Исар[6] (Амисодар[7]);
- Иобат (Амфианакс[8][9], Амфидамант[10]) (ок. 1300/1280 год до н. э.);
- Гиппоной «Беллерофонт» из Коринфа (ок. 1230-х годов до н. э.);
- Гипполох совместно с Исандром.

### Цари Ликии
- Сарпедон II (? – ок. 1183 год до н. э.) совместно с Главком (? – ок. 1183 год до н. э.);
- Мегарион (ок. 1183? – ? до н. э.);
- неизвестные.

### Династический период
В 546 году до н. э. царство вошло в состав Персидской империи, как часть Карийской сатрапии. Регион находился под властью персов до 335 года до н.э. с незначительными периодами независимости.
- Кезига (525–? до н.э.);
- Киберниск (?–480 до н.э.);
- Спантаза (60-е годы V века до н. э.), правитель Западной Ликии;
- Купрлли[англ.] (?–440 до н. э.);
- Экувеми (V в. до н. э.);
- Арппаку (Гарпаг) (?–440 до н. э.);
- Вакссепддими (первая треть V века до н. э.), династ Тлоса;
- Трббеними (первая треть V века до н. э.), династ Лимира;
- Керига[англ.] (440–410 до н. э.);
- Кереи[англ.] (410–390 до н. э.);
- Арбина[англ.] (390–380 до н. э.);
- Митрапата[англ.] (ок. 390–370 до н. э.);
- Арттумпара (Артембар) (380–? до н.э.), правитель Западной Ликии со столицей в Телмессосе;
- Перикл[англ.] (?–360 до н. э.), правитель Восточной Ликии со столицей в Лимире, один из участников Великого восстания сатрапов.

### Сатрапы Ликии
В 335–305 годах до н.э. регион находился в составе Македонской империи, в 305–301 — в составе Царства Антигона, в 301–295 — в составе Царства Лисимаха, в 295—272 — в составе Птолемеевского Египта. С 272 по 189 годы до н.э. Ликией владело Государство Селевкидов, затем с 189 по 133 годы до н.э. — Пергамское царство. С 133 по 27 год до н. э. союз ликийских городов находился в подчинении у Римской республики.
- Неарх (334–300 годы до н. э.);
- Плистарх (ок. 300 года до н. э.).

## Культура
Из всего культурного наследия ликийцев особенно хорошо сохранились памятники архитектуры. Произведения ликийцев — надгробные памятники, большей частью высечены в естественных скалах; иногда они представляют примеры греческого, специально ионийского стиля, иногда — подражания свойственным Ликии деревянным строениям; изваяния все проникнуты духом истинного греческого искусства. Вооружением ликийцев служили кинжалы и кривые сабли. Ликийцы занимались земледелием, страна была довольно плодородна, давала вино, хлеб, шафран и прочие продукты Малой Азии.

## Основные города Ликии
Из многочисленных (якобы 70) первоначальных городов Л. при первых римских императорах сохранилось 23, состоявшие членами старинного, благоустроенного ликийского городового союза.
— Ликия; «Энциклопедический словарь Брокгауза и Ефрона»
Согласно Страбону, 23 города образовали Ликийский союз. По три голоса в нём имела столица Ксанфос и ещё 5 самых влиятельных городов: Патара, Пинара, Олимпос, Мира, Тлос.
В число городов союза, имевших один или два голоса, входили Антифеллос, Ариканда, Бальбура, Бубон, Кианея, Лимира, Сидима, Симена, Телмессос, Фаселис, Эноанда.

## Галерея
| - Слайды - Ликия на исторической карте Малой Азии. - Гробницы бывшего города Мирра. - Ахиллес убивает своим копьём Пентесилею, одетую в «ликийскую одежду»[уточнить]. - Города Ликии. |